# Sven Kaiser (Fußballspieler)
Sven Kaiser (* 27. August 1973 in Ost-Berlin) ist ein ehemaliger deutscher Fußballspieler.

## Spielerkarriere
Sven Kaiser begann 1982 bei der Betriebssportgemeinschaft (BSG) Mechanisierung Köpenick mit dem Fußballspielen, bevor er 1987 zum 1. FC Union Berlin delegiert wurde. Hier entwickelte er sich zum Jugend-Nationalspieler und nahm 1990 an der U-16-Fußball-Europameisterschaft im eigenen Land teil, wo er in allen drei Spielen zum Einsatz kam. Zur Spielzeit 1990/91 erfolgte der Wechsel in die A-Jugend von Hertha BSC. Ab der Saison 1992/93 spielte Kaiser zunächst bei den Herthanern in der Amateur-Mannschaft, wurde aber in der Schlussphase der Zweitliga-Saison 1992/93 von Trainer Günter Sebert dreimal bei den Profis eingewechselt. In derselben Spielzeit erreichte er als Stammspieler mit der zweiten Mannschaft, den sogenannten Hertha-Bubis, das DFB-Pokal-Finale, welches letztlich mit 0:1 gegen Bayer 04 Leverkusen verloren ging. Unter Uwe Reinders wurde Kaiser in der Spielzeit 1993/94 bei den Profis gar nicht eingesetzt. Erst als Karsten Heine den Trainerposten übernahm, kam Kaiser wieder zu Spielen. Doch auch unter Heine hatte er einen schweren Stand. 1995/96 wurde Kaiser in den ersten fünf Partien viermal eingewechselt, kam danach aber gar nicht mehr zum Zuge.
Daraufhin wechselte Sven Kaiser im Winter 1996 zum FC Sachsen Leipzig in die Regionalliga Nordost. Mit den Leipzigern belegte Sven Kaiser zunächst den 6. und den 9. Platz. In der Saison 1997/98 spielte Sachsen um den Aufstieg mit und belegte am Ende Platz 4.
1998 unterschrieb Sven Kaiser einen Vertrag beim FC Carl Zeiss Jena, der gerade aus der 2. Bundesliga abgestiegen war. Nach einem neunten Rang in der ersten Saison, erreichte Kaiser mit Jena 1999/2000 den 4. Platz, der zur Teilnahme an der neugegründeten, zweigleisigen Regionalliga berechtigte.
Anschließend kehrte Sven Kaiser nach Berlin zurück und ging zu Lichtenberg 47, der gerade in die Oberliga aufgestiegen war. Bei Lichtenberg blieb er fünf Jahre, ehe Sven Kaiser 2005 seine Spielerkarriere beim unterklassigen SSV Köpenick-Oberspree beendete.